# Pokój i wojna (obraz Petera Paula Rubensa)
Pokój i wojna, też Minerwa chroniąca Pax przed Marsem (niderl. Minerva beschermt de Vrede tegen Mars (Oorlog en Vrede)) – obraz flamandzkiego malarza Petera Paula Rubensa, namalowany w latach 1629–1630.

## Tło historyczne
W późniejszych latach życia Rubens, malując sceny mitologiczne, często wyrażał własne poglądy na temat bieżących wydarzeń. Również obraz Pokój i wojna jest alegorią ówczesnych wydarzeń politycznych. Był to czas wojny trzydziestoletniej, a Rubens – jako ambasador dworu hiszpańskiego – przebywał w Londynie, gdzie negocjował warunki pokoju. Przed wyjazdem ofiarował ten obraz królowi Karolowi I. Płótno było aluzją do jego misji.

## Opis obrazu
Centralną postacią jest naga bogini pokoju Pax, która podaje swą pierś dziecku, małemu Plutonowi. Nad nią putto trzyma gałązkę oliwną (symbol pokoju) i kaduceusz w drugiej rączce. Te dwa artefakty świadczą iż na obrazie przedstawiona jest Pax, a nie bogini Wenus i jej syn Kupidyn, tak często przedstawiani w epoce renesansu. Wokół Pax znajdują się różne postacie na co dzień również kojarzone z mitem o Wenus i bogiem Bachusem, tj. satyr, lampart i kobieta z tamburynem.
Za Pax, w zbroi stoi bogini Minerwa, symbolizująca mądrość, która zasłania ją tarczą przed bogiem wojny Marsem. Za nim widoczne są Furie. Pod Pax klęczy bóg dostatku, satyr. W ręku trzyma róg obfitości, który ofiaruje owoce dobrobytu dziewczętom ubranym w szaty współczesne malarzowi, prawdopodobnie mającym symbolizować dwór królewski. Przy jednej z nich znajduje się młody bóg małżeństwa, wznoszący pochodnię i będący zwiastunem przyszłych ślubów. Z owoców bezpośrednio częstuje się aniołek, stojący przy leżącym na grzbiecie i bawiącym się lamparcie.
Za satyrem stoją dwie kobiety trzymające misę pełnych klejnotów i pereł oraz potrząsające tamburynem.
Cała scena poprzez swoją wymowę ma proste polityczne przesłanie: Rozsądek i mądrość zwycięża nad wojną i przemocą (Minerwa i Mars), nastają czasy pokoju (Pax), które przynoszą tylko dostatek i obfitość plonów (róg obfitości) oraz stabilność i harmonię (przyszłe małżeństwo) wraz z ogólnym szczęściem (łagodny lampart i postacie dzieci).